# 台东红门兰
台东红门兰（学名：Orchis taitungensis）为兰科红门兰属下的一个种。

## 扩展阅读
維基物種上的相關：台东红门兰